# Jefferson Hall
Jefferson Hall est un acteur britannique, né le 6 décembre 1977 à Coventry, Angleterre.

## Biographie
Jefferson Hall est né le 6 décembre 1977 à Coventry, Angleterre.
Il a étudié à la Central School of Speech and Drama, à Londres.

## Filmographie

### Cinéma

#### Longs métrages
- 2005 : Hooligans (Green Street Hooligans) de Lexi Alexander : Un joueur de West Academy
- 2008 : The Disappeared de Johnny Kevorkian : Edward Bryant
- 2009 : Sherlock Holmes de Guy Ritchie : Un garde
- 2011 : Powder de Mark Elliott : Guy
- 2014 : Newcomer de Kai Barry : Louis
- 2015 : Star Wars, épisode VII : Le Réveil de la Force (Star Wars: Episode VII – The Force Awakens) de J. J. Abrams : Un soldat
- 2018 : Halloween de David Gordon Green : Aaron Korey
- 2019 : Skin Walker de Christian Neuman : Robert
- 2020 : Tenet de Christopher Nolan : Un homme
- 2023 : Oppenheimer de Christopher Nolan : Haakon Chevalier

#### Courts métrages
- 2009 : DiD de Jake Wynne : L'homme
- 2011 : Meconium de Rosanne Flynn : Owain

### Télévision

#### Séries télévisées
- 2007 : Casualty : Marcus Dunlop
- 2007 : The Afternoon Play : Julian
- 2007 / 2010 : Doctors : Nick Thorn / Duncan Quigley
- 2008 : The Bill : Jimmy Chadwic
- 2008 : Coming Up : Vincent
- 2008 : Clone : L'homme blond
- 2009 : Emma : Robert Martin
- 2010 : Bloody Foreigners : John Kent
- 2011 : Game of Thrones : Hugh du Vale
- 2012 : Holby City : Sam Philips
- 2012 - 2013 : Sorciers vs Aliens (Wizards vs Aliens) : Varg
- 2013 - 2015 : Vikings : Torstein
- 2014 : Nous, les hommes de 14-18 (Our World War) : Fred Steele
- 2016 : Beowulf : Retour dans les Shieldlands (Beowulf : Return to the Shieldlands) : Jogan
- 2016 : Révoltes barbares (Barbarians Rising) : Viriathus
- 2017 : Taboo : Thorne Geary
- 2018 : Affaires non classées (Silent Witness) : Fergus Weir
- 2019 : Living the Dream : Spencer
- 2020 : Devs : Pete
- depuis 2022 : House of the Dragon : Lord Jason Lannister / Sir Tyland Lannister
- 2023 : The Chemistry of Death : Ben Anders

#### Téléfilms
- 2007 : Clapham Junction d'Adrian Shergold : Le postier
- 2009 : Breaking the Mould de Peter Hoar : Albert Alexander